# Philippe Médard
Philippe Médard (Meslay-du-Maine, 10 de junho de 1959 — 30 de setembro de 2017) foi um handebolista profissional francês, medalhista olimpico.
Philippe Médard fez parte do elenco medalha de bronze, em Barcelona 1992. Com 5 partidas.